# Strengen
Strengen est une commune autrichienne du district de Landeck dans le Tyrol.